# 麗妃
麗妃（れいひ）は、皇帝の妃（側室）の号。以下の人物などに授けられた。

## 中国
- 趙麗妃 - 唐の玄宗の妃。
- 唐括石哥 - 金の廃帝海陵王の妃。
- 麗妃耶律氏 - 金の廃帝海陵王の妃。
- 葛麗妃 - 明の洪武帝の妃。
- 韓麗妃 - 明の永楽帝の妃。
- 陳麗妃 - 明の永楽帝の妃。
- 李麗妃 - 明の洪熙帝の即位前の側室。即位後に麗妃を追贈された。
- 王麗妃 - 明の洪熙帝の妃。
- 袁麗妃 - 明の宣徳帝の側室。殉死の後、麗妃を追贈された。
- 閻皇貴妃 - 明の嘉靖帝の妃。初め、麗妃に封じられた。
- 王麗妃 - 明の嘉靖帝の妃。
- 荘静皇貴妃タタラ氏 - 清の咸豊帝の妃。初め、麗妃に封じられた。

## 朝鮮
- 容懿王后韓氏（朝鮮語版） - 高麗の靖宗の王后。初め、麗妃に封じられた。